# Serrat de Carreró
El Serrat de Carreró és un serrat del terme municipal d'Isona i Conca Dellà, a la comarca del Pallars Jussà, dins de l'antic terme de Conques.
És l'únic serrat del terme que està situat a l'esquerra del riu de Conques, i centra, juntament amb lo Tossal l'únic fragment del municipi d'Isona i Conca Dellà que traspassa cap al sud aquest riu. És davant mateix, al nord, dels Obacs de Llimiana.